# Наутички туризам у општини Ковин
Наутички туризам у општини Ковин је грана туризма која има највећи потенцијал за развитак у општини. Јужну границу општине чини река Дунав у дужини 46 километара. У самом граду Ковин, налази се рукавац Дунава, Дунавац, у ком се налази пристаниште. Пристаниште је капацитета до 200 везова, а обезбеђује га чуварска служба.

Дубина Дунава код Ковина износи 3-18 метара, што омогућава безбедну и сигурну пловидбу. Наутичка туристичка понуда у овој општини укључује следеће опције:

### Пловидба ковинском шајком
Туристичка организација општине Ковин у понуди има пловидбу Дунавом шајком. Шајка је капацитета до 12 особа и пловидба се најчешће организује од пристаништа у Ковину до Смедеревске тврђаве, али могуће је имати и други пловидбени ток. У зависности од временских услова, пловидба траје најмање сат времена. Пловидба може бити културног, научног, историјског карактера, као и забавног.  Општина у понуди има две шајке. 

### Жарковачка ада
Жарковачка ада је острво у општини Ковин. На Жарковачку аду могуће је доћи сопственим пловилом. Острво је речног постанка и станиште је многих животиња. Поред наутичког, развијени облици туризма су и рекреативни, ловно-риболовни, авантуристички и др. 

### Плажа „Рај” Гај
Плажа „Рај” налази се 18 километара од града Ковина и 65 километара од Београда. Налази се на рукавцу Дунава дугом 7 километара. На плажи „Рај” развијен је мотонаутички туризам, због постојања мотонаутичког клуба. Поред могућности коришћења сопствених пловила, у мотонаутичком клубу могуће је изнајмити скутере, чамце и педалине.
Плажа је шљунковита, те је развијен и купалишни туризам. 

### Језеро Шљункара
Језеро Шљункара налази се 2.5 километара источно од Ковина. Језеро одликује пешчано-шљунковита плажа, прозирна вода и богатство разноврсном фауном. Језеро нуди услове за пловидбу, те је у периоду од маја до октобра развијен наутички туризам мањег обима. 

### Језеро Провала
Језеро Провала налази се на левој обали Дунава, око 7 километара од села Плочица.Језеро је речног настанка, највећа ширина је 500 метара, а највећа дубина је 10 метара. Због богатства рибом, развијен је риболов.
Наутички туризам огледа се у виду доласка туриста чамцима и другим мањим пловилима како би се бавили ловом, риболовом, научним истраживањем и фотографијом.
У самом граду Ковину налази се најдужа макета Дунава у Србији која приказује могућност пловидбености и развоја наутичког туризма у овој општини.